# Lukov (Slowakei)
Lukov (1927 bis 1946 slowakisch Lukov nad Topľou, deutsch Dornau, ungarisch Lukó) ist eine Gemeinde im Osten der Slowakei mit 663 Einwohnern (Stand 31. Dezember 2024), die zum Okres Bardejov, einem Teil des ostslowakischen Verwaltungsgebiets Prešovský kraj, gehört. Lukov ist vor allem durch die im Ortsteil Lukov-Venécia gelegene griechisch-katholische Holzkirche von 1708 bekannt.

## Lage und Verkehr

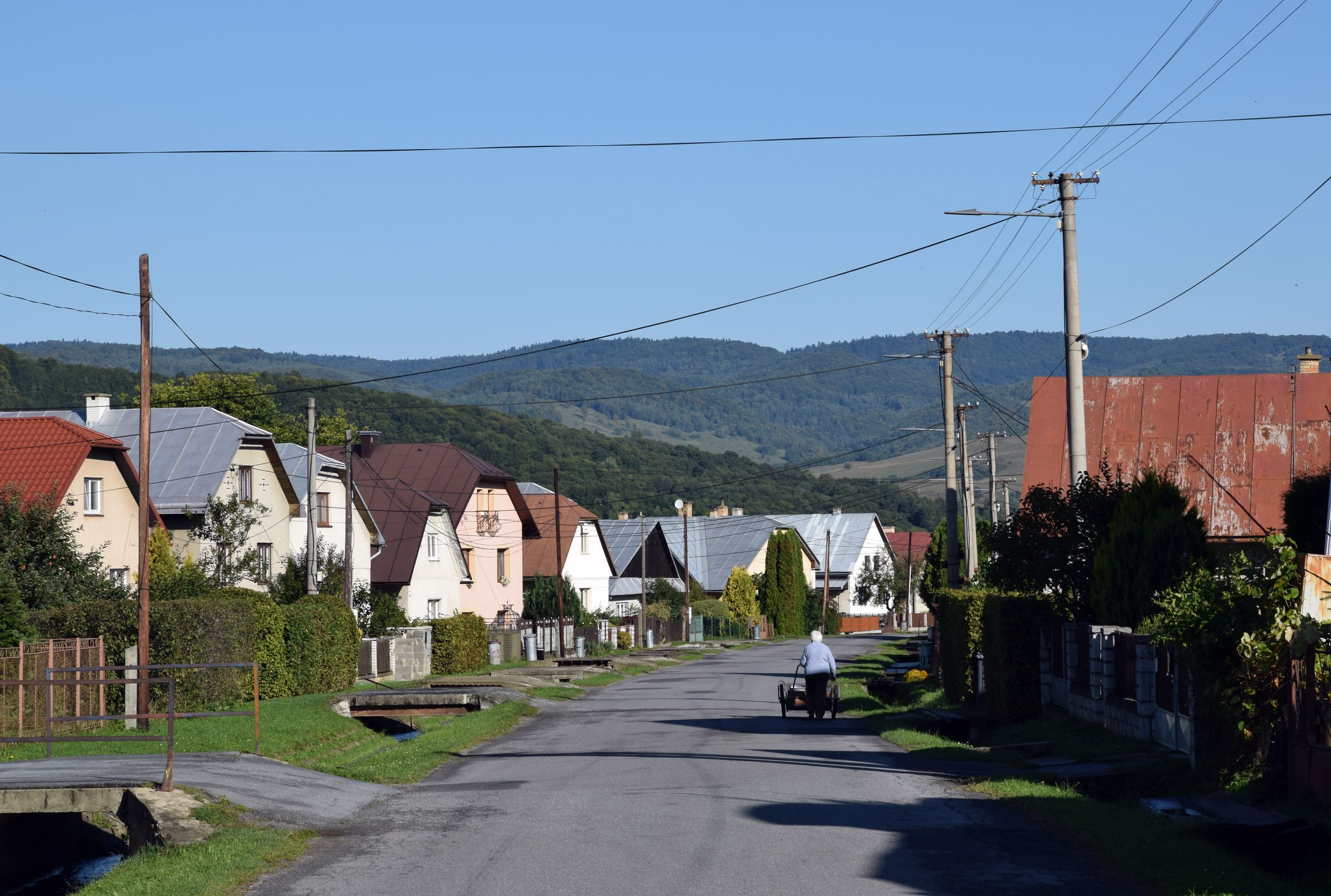
Durchgangsstraße nach Norden

Die Gemeinde liegt auf einer Höhe von 422 Metern in einem vom Bach Topľa durchflossenen Tal am Nordhang des zu den Westkarpaten gehörenden Gebirges Čergov. Das Tal endet 5 Kilometer südlich beim nächsten Dorf Livov. Die Kreisstadt Bardejov im Osten ist von Lukov 18 Kilometer und Stará Ľubovňa im Westen 37 Kilometer entfernt. Von der beide Städte verbindenden Schnellstraße I/77 zweigt in der Gemeinde Malcov eine Nebenstraße (3183) nach Süden ab, die nach 1,5 Kilometern durch den Ort führt. Zwischen dem Tal von Lukov und dem östlich gelegenen Paralleltal gibt es keine direkte Verbindung über die dazwischen gelegene, bewaldete Hügelkette. Dort sind in den Dörfern Krivé und Hervartov zwei weitere Holzkirchen erhalten.
Lukov ist von Bardejov mehrmals täglich direkt mit Bussen erreichbar, die über Livov bis zur Endstation Livovská Huta fahren, einer 653 Meter hoch gelegenen Siedlung an der Quelle des Topľa.

## Geschichte
Die Ortschaft existiert vermutlich seit dem 13. Jahrhundert und wurde zum ersten Mal 1264 schriftlich erwähnt. 1355 gehörte Lukov zum Herrschaftsgut der Burg Nový hrad. Im 16. Jahrhundert erreichte die walachische Kolonisierung den Ort; gegen Ende des 16. Jahrhunderts war Lukov eine mittelgroße Ortschaft mit einer überwiegend russinischen Bevölkerung. Im 18. Jahrhundert war ein Pottasche-Werk in Betrieb, in der zweiten Hälfte des 19. Jahrhunderts ein Papierwerk. Für das Jahr 1828 sind 112 Häuser und 870 Einwohner verzeichnet.
Zur Gemeinde gehört seit 1944 (nach anderen Angaben 1943) die Siedlung Venécia westlich des Hauptortes. Venécia wurde von einem Schultheiß mit seinen Insassen gegen 1400 gegründet. Der Name ist wohl eine Verfremdung des lateinischen Namens von Venedig, da die ersten Einwohner Glasbläser von der Insel Murano in der Lagune von Venedig waren. 1828 sind für Venécia 41 Häuser und 336 Einwohner verzeichnet.

## Bevölkerung
| Jahr                | 1994 | 2004     | 2014    | 2024    |
| ------------------- | ---- | -------- | ------- | ------- |
| Anzahl der Personen | 454  | 576      | 618     | 663     |
| Unterschied         |      | +26,87 % | +7,29 % | +7,28 % |

| Jahr                | 2023 | 2024    |
| ------------------- | ---- | ------- |
| Anzahl der Personen | 649  | 663     |
| Unterschied         |      | +2,15 % |

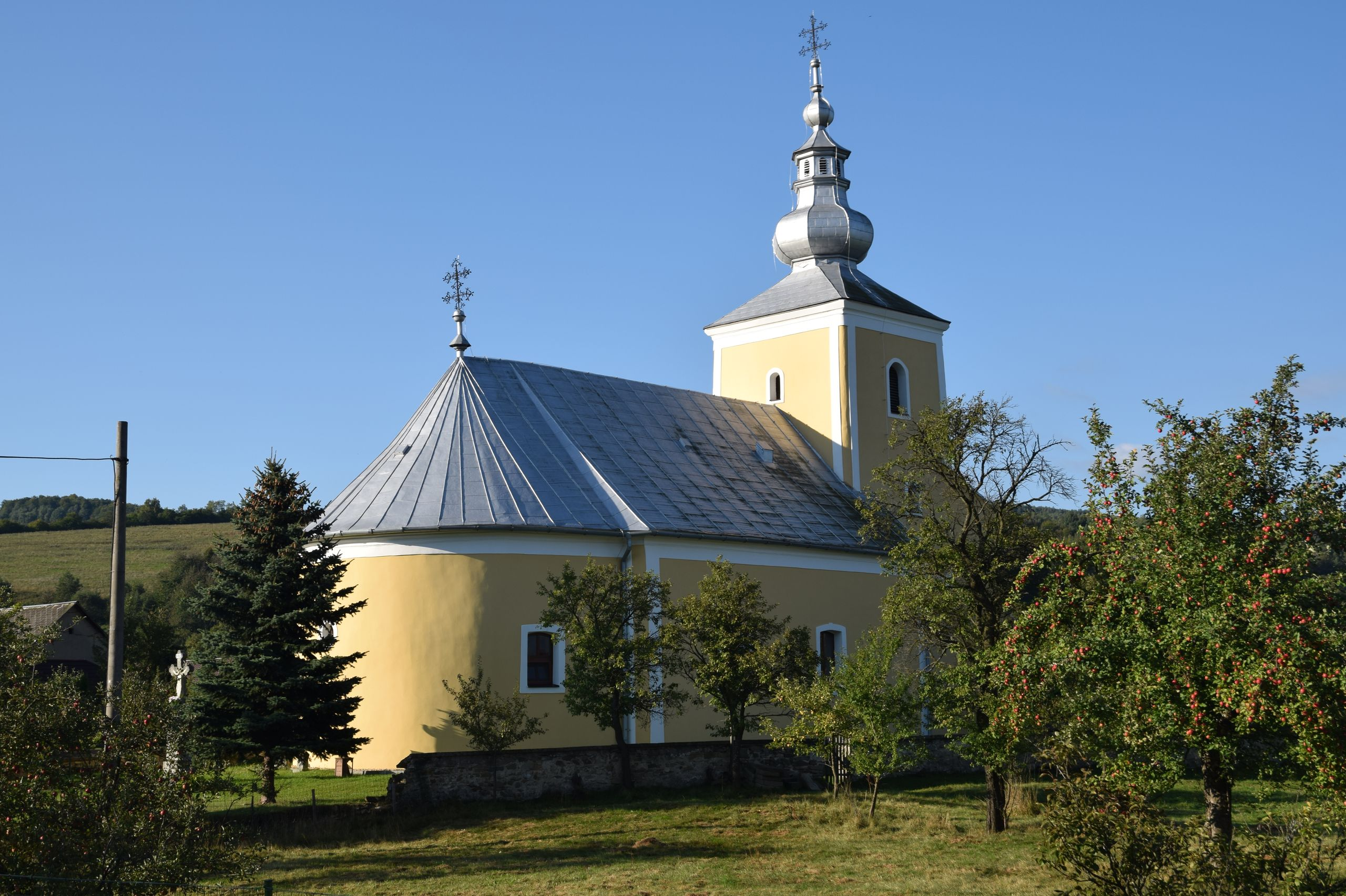
Griechisch-katholische Kirche in der Ortsmitte

Die Ergebnisse der Volkszählung von 2001, als die Gemeinde 560 Einwohner hatte, lauten:
| Nach Ethnie: - 93,39 % Slowaken - 3,39 % Ruthenen - 1,25 % Ukrainer - 0,71 % Zigeuner | Nach Religion: - 48,57 % orthodox - 36,61 % griechisch-katholisch - 5,54 % römisch-katholisch - 5,18 % keine Angaben |

## Ortsbild
Der größere Ortsteil von Lukov ist ein Straßendorf an der Ostseite des Topľa, in dessen Mitte sich die um 1800 erbaute, griechisch-katholische Muttergotteskirche (Chrám Ochrany Presvätej Bohorodičky) befindet. Die gemauerte einschiffige Kirche besitzt eine runde Apsis an der Ostseite und einen zweigeschossigen Glockenturm am Giebel der westlichen Eingangsseite mit einem Zwiebelturmdach. Die Kirche ist von Obstbaumgärten und zweigeschossigen Wohnhäusern umgeben, die mit ihren Giebeln zur Durchgangsstraße orientiert sind.
Im kleineren Ortsteil Lukov-Venécia gegenüber auf der westlichen Seite des Bachs ist 300 Meter entfernt auf einer Anhöhe eine weitere kleine, gemauerte Kirche zu sehen. Sie steht unweit der von einem Wäldchen umschlossenen Holzkirche.

## Holzkirche

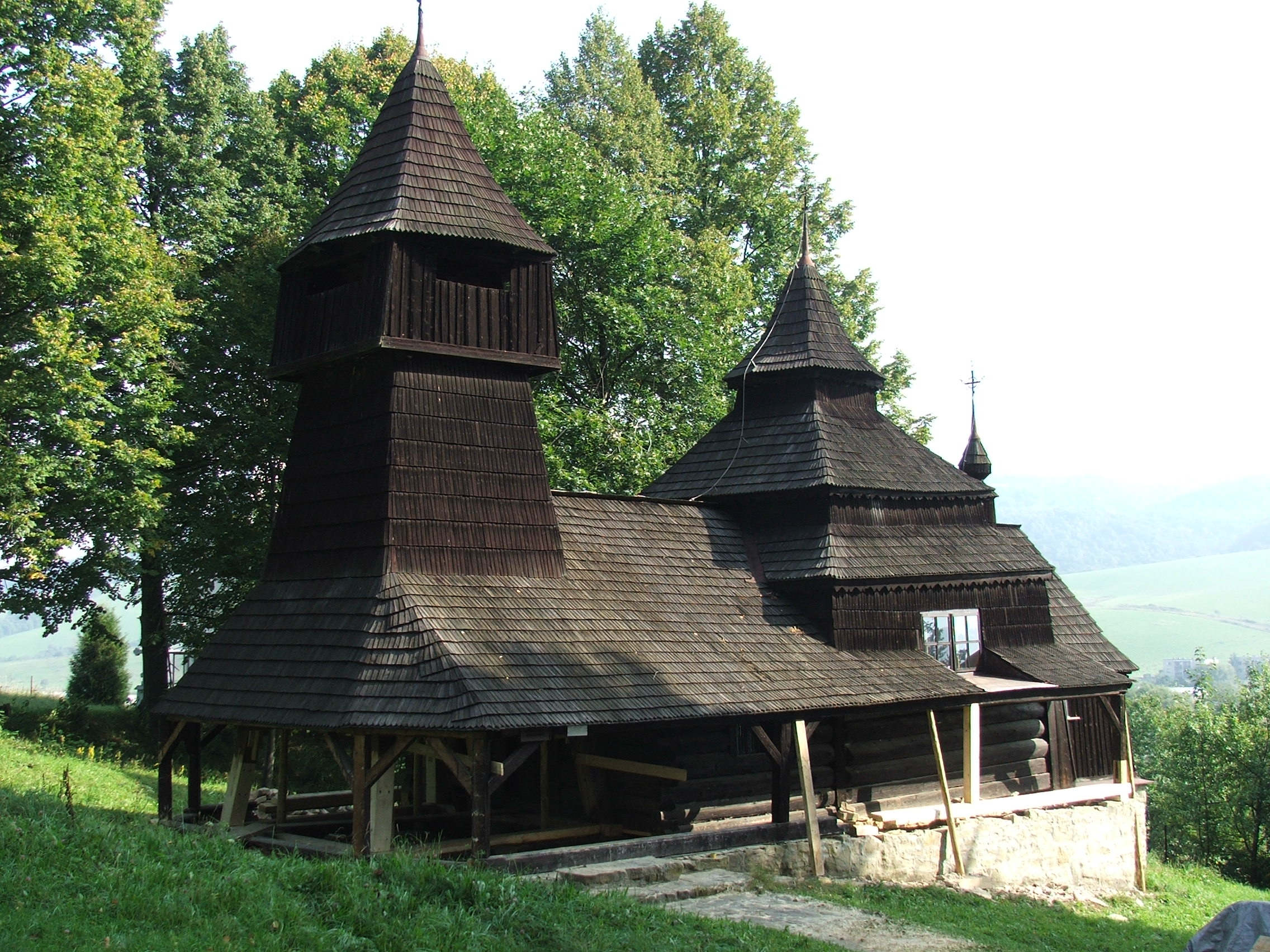
Holzkirche von Südwesten

Die Kosmas und Damian gewidmete Holzkirche aus den Jahren 1708–09 ist ein nationales Kulturdenkmal und gehört zu den 27 griechisch-katholischen Holzkirchen, die aus dem 18. Jahrhundert in der Ostslowakei erhalten geblieben sind. Stilistisch werden zwei slowakische Holzkirchentypen unterschieden. Beim aufwendigen lemkischen Typ sind die drei Gebäudeteile quadratischer Vorraum unter dem Turm, Hauptraum (Betsaal) und – hinter der Ikonostase – das Allerheiligste (Presbyterium, Raum des Priesters) außen sichtbar durch separate Dachaufbauten getrennt. Wände und Dachschrägen werden durch in Blockbauweise gefügte Balkenlagen gebildet. Beim einfacheren Bautyp sind die drei Gebäudeteile unter einem gemeinsamen, mit Sparren konstruierten Satteldach untergebracht. Ein Beispiel für eine Kirche im lemkischen Stil steht in Jedlinka, die Kirchen in Topoľa und im Nachbarort Krivé haben Satteldächer.

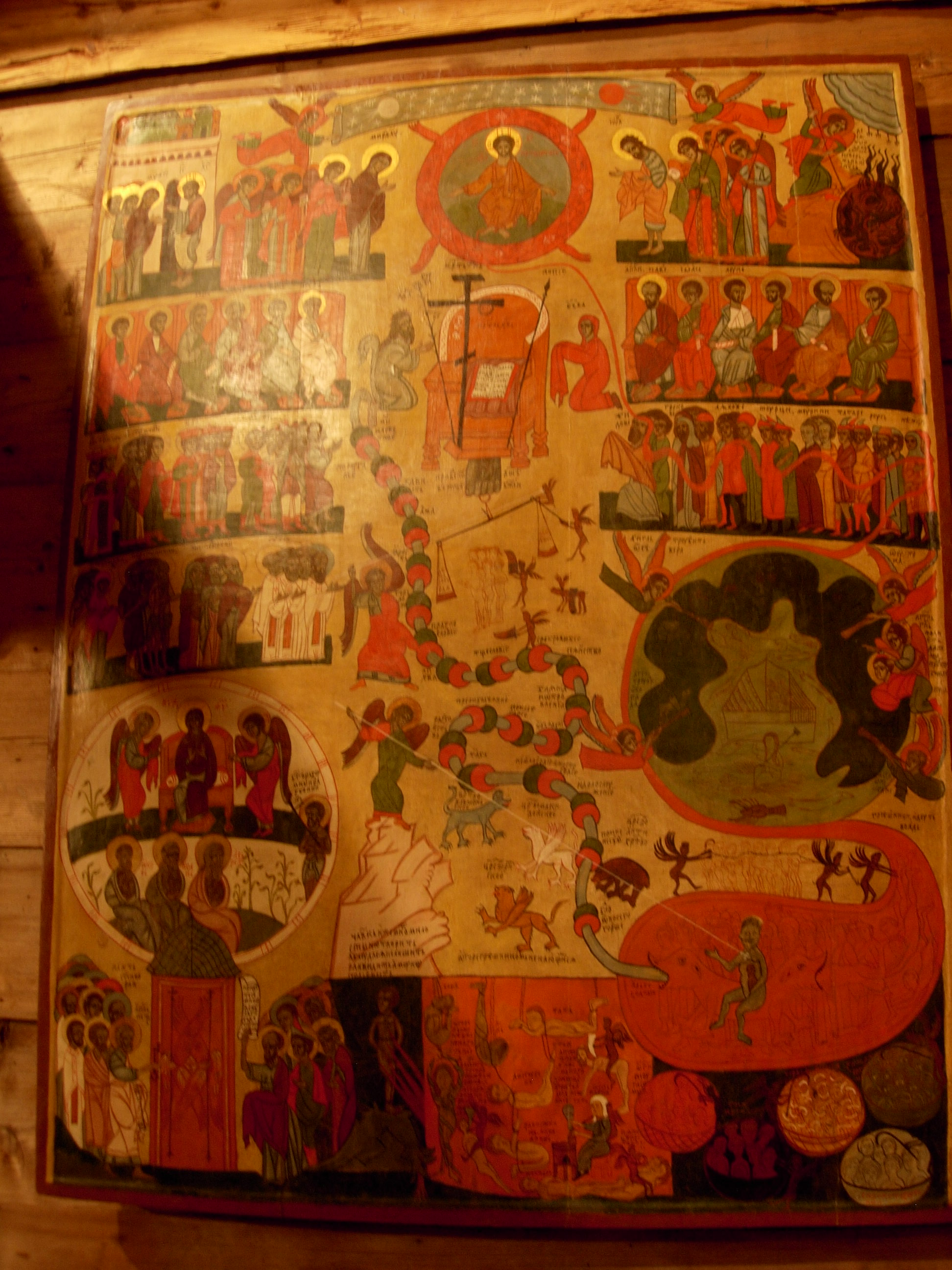
Ikone

Die Holzkirche von Lukov-Venécia ist eine Übergangsform mit einem langgezogenen Satteldach, das von einem Eingangsturm und einem dreistufigen Dachaufbau über der Osthälfte des Hauptraums durchbrochen wird. Des Weiteren sitzt ein kleines Schmucktürmchen auf dem First des im Osten angebauten, schmäleren Altarraums. Nur beim Hauptraum endet die Blockbauwand nicht auf Höhe der Dachtraufe, sondern wird mit einem doppelt abgestuften Gewölbebogen nach innen bis zu einem offenen Bereich in der Mitte geführt. Dieser wird horizontal mit Brettern verschlossen, sodass eine Art Spiegelgewölbe entsteht. Das über beide Längsseiten hinausragende und von Pfosten gestützte Satteldach bildet eine offene Galerie (piddashya), die mit dem offenen Vorraum unter dem Turm einen teilweisen Umgang bildet. Dieses Vordach ist ebenso ungewöhnlich wie das wegen der Hanglage an der Ostseite notwendige hohe Steinfundament, auf dem die Kirche steht. Eine Holztreppe führt vom Vorraum zum Glockenstuhl mit zwei Glocken, die mit Seilen von unten geläutet werden können.
Die überwiegend aus dem 18. Jahrhundert stammende Ikonostase enthält einige wertvolle Ikonen, darunter eine Darstellung des Jüngsten Gerichts aus dem 16. Jahrhundert im byzantinischen Stil. Eine Deësis-Ikone mit der kirchenslawischen Inschrift „Christus Hohepriester und Maria Königin“ stammt aus dem Jahr 1680. Die mittlere heilige Tür (Zarentür) der Ikonostase, die nur zur Eucharistiefeier geöffnet wird, enthält die Verkündigung des Herrn, die vier Evangelisten und Szenen, in denen das Schweißtuch der Veronika gezeigt wird. Die Kirche wurde 2005 mit Unterstützung des World Monuments Fund restauriert. Sie ist normalerweise verschlossen.